# 84447 Jeffkanipe
84447 Jeffkanipe è un asteroide della fascia principale. Scoperto nel 2002, presenta un'orbita caratterizzata da un semiasse maggiore pari a 2,5154483 UA e da un'eccentricità di 0,0223734, inclinata di 10,33637° rispetto all'eclittica.